# هيلغا ليمبورغ
هيلغا ليمبورغ (بالألمانية: Helge Limburg)‏، ولد في تاريخ 1982/10/25 في مدينة هانوفر الألمانية، وهو سياسي ألماني تابع لحزب الخضر. وهو أصغر عضو للبرلمان في مقاطعة نيذر زاكسن. .

## الدراسة
المدرسة والدراسة:
بعد أن أتم بنجاح الامتحان النهائي في الثانوية العامة من العام 2002 في مدرسة كامبا الثانوية (Campe - Gymnasium) وذلك في مدينة هولستن مندين (Holzminden). قدم ليمبورغ خدمات إنسانية جليلة في مأوى للعجزة لكبار السن في مدينة بيفرن - شتات أولدن دورف (Bevern -Stadtoldendorf).
في شهر تشرين الأول من عام 2003، بدأ ليمبورغ دراسة القانون في جامعة بريمن (Bremen University)، حيث ركز دراسته على القانون الاجتماعي وقانون العمل، وفي شهر آذار من العام 2008 أنهى ليمبورغ بنجاح المرحلة الأولى من دراسته في القانون.
الخبرة على الصعيد الدولي:
في شهر آب من العام 2003 حضر ليمبورغ ورشة عمل دولية في الحقوق المدنية وذلك في مؤسسة رسمية في مدينة نابلس (Nablus) الفلسطينية في منطقة ويست بنك (West Bank) لاحقا في آواخر شهر أيلول من العام 2003، عمل هيلغا ليمبورغ في مأوى للأطفال في منطقة بيت جالا في فلسطين (Beit Jala).
بدأ ليمبورغ من العام 2005 رحلة إلى الهند (India)، حيث عمل هناك كمتدرب في الأعمال بالتعاون مع سيمرايز وهي مؤسسة كيميائية لصناعة العطور والروائح العطرية. أمضى ليمبورغ أسابيع عديدة (كطالب ضيف) في محكمة دلهي في الهند.
ومنذ بداية شهر أيلول وحتى بداية شهر كانون الثاني من عام 2006، عمل هيلغا ليمبورغ خلال الفصل الدراسي وذلك في جامعة يادي تيبا (Yeditepe) في مدينة إسطنبول التركية. حيث تركزت دراسته هناك حول القانون الدولي والقانون الأوربي.

## السياسة
نشط هيلغا ليمبورغ في مجال السياسة في وقت مبكر من حياته. حيث كان هيلغا رئيسا للمجلس (لمجلس الخضر المحلية) في مدينة هولستن مندين Holzminden منذ بداية عام 2001 إلى عام 2005 منذ بداية عام 2002 حتى عام 2004.عمل عضوا في مجلس الإدارة (لمجلس الخضر الشباب) في مقاطعة نيذر زاكسن (Niedersächsischen). أصبح ليمبورغ الناطق الرسمي باسم الشباب الخضر في مقاطعة نيذر زاكسن مابين بداية عام 2006 حتى عام 2007. وفي عام 2004 أسس ليمبورغ في الحرم الجامعي - مجموعة خضراء (CampusGrün) وهي عبارة عن طلاب جامعيين ناشطين في مجال السياسية في مدينة بريمن (Bremen). حيث كان هو من الأوائل المتحدثين باسم هذه المجموعة.
ومنذ الانتخابات البرلمانية لمقاطعة نيذر زاكسن في تاريخ 2008/1/27 أصبح هيلغا ليمبورغ عضوا في البرلمان الممثل لمقاطعة نيذر زاكسن

## وصلات خارجية
- الصفحة الرئيسية ل هيلغا ليمبورغ
- ائتلاف الخضر 90 لبرلمان مقاطعة نيذر زاكسن.
- Helge Limburg
- auf abgeordnetenwatch.de